# Bateel
Bateel International (arabisch بتيل, DMG Batīl) ist ein Hersteller von Datteln und Schokolade mit Hauptsitz in der saudi-arabischen Hauptstadt Riad. Außerdem betreibt Bateel mehrere Cafés.

## Geschichte
1992 öffnete die erste Bateel-Boutique im Bur Juman Centre in Dubai. Es folgten 15 weitere Geschäfte in den Vereinigten Arabischen Emiraten sowie Geschäfte in den gesamten GCC-Ländern, Asien, Afrika und Europa. Die Firma hat ihren Ursprung in Saudi-Arabien, wo noch heute die Dattelfarmen der Firma angesiedelt sind. 2013 expandierte Bateel massiv und eröffnete Boutiquen in Russland und der Türkei sowie weitere Cafés in den Vereinigten Arabischen Emiraten, Oman sowie Saudi-Arabien. 2016 eröffnet Bateel das erste Geschäft in den USA.

## Produktion und Vertrieb
Die Herstellung der Schokolade und Biskuits erfolgt in der Fabrik Bateel in Dubai; Datteln werden von Farmen in Al Ghat, Saudi-Arabien, bezogen. Die Produkte werden meist in Frankreich und Italien exklusiv für Bateel produziert. Die Marke ist im Premiumsegment angesiedelt und verkauft ihre Produkte weltweit.
Bateel ist ein vertikal integriertes Unternehmen. Die Produkte werden in den firmeneigenen Fabriken produziert und zumeist in eigenen Schokoladenboutiquen sowie in 5-Sterne-Hotels und Kaufhäusern (z. B. Harrods) angeboten. Die Boutiquen verkaufen meist lose Datteln und Pralinen, aber auch abgepackte Produkte.

## Produkte
Das Kerngeschäft von Bateel sind Datteln und Pralinen, daneben werden auch Gebäck, kandierte Früchte, Dragees und Gourmetlebensmittel vertrieben. Bateel vertreibt mehr als 20 verschiedene Dattelsorten unter anderem die Khidri, Kholas, Madjool, Segai und Agwa. Letztere ist für Moslems von spezieller Bedeutung, da sie lediglich in der heiligen Stadt Medina wächst und als vom Propheten Mohammed gesegnet gilt. Die verschiedenen Datteln unterscheiden sich in Farbe, Textur und Geschmack und stammen jeweils von verschiedenen Dattelpalmen.